# Jochen Heinloth
Jochen Heinloth (* 1973 in Hamburg) ist  ein deutscher Mathematiker, der sich mit Algebraischer Geometrie befasst.
Heinloth studierte Mathematik an der Universität Bonn mit dem Diplom 1998 (Über den Modulstack der Vektorbündel auf Kurven) und danach an der Universität Paris-Süd. 2003 wurde er in Bonn bei Günter Harder promoviert (Coherent sheaves with parabolic structures and construction of Hecke eigensheaves for some ramified local systems.). Als  Post-Doktorand war er am Max-Planck-Institut für Mathematik in Bonn, an der Universität Göttingen und bei Eckart Viehweg und Hélène Esnault an der Universität Duisburg-Essen. 2007 wurde er Assistant Professor an der Universität Amsterdam und 2011 Professor für Algebraische Geometrie an der Universität Duisburg-Essen. Er war zu Forschungsaufenthalten in Princeton und Paris.
Heinloth befasst sich mit Modulräumen in der algebraischen Geometrie und mathematischen Physik und geometrischer Langlandstheorie.
Er ist Mitherausgeber von Compositio Mathematica.

## Schriften
- Lectures on the moduli stack of vector bundles on a curve. In: Alexander Schmitt (Hrsg.): Affine Flag Manifolds and Principal Bundles (= Trends in Mathematics.). Birkhäuser, Basel 2010, ISBN 978-3-03-460287-7, S. 123–153, doi:10.1007/978-3-0346-0288-4_4.
- Uniformization of {\displaystyle {\mathcal {G}}}-Bundles. In: Mathematische Annalen. Band 347, Nummer 3, 2010, S. 499–528, doi:10.1007/s00208-009-0443-4.
- mit Bao-Châu Ngô, Yun Zhiwei: Kloosterman sheaves for reductive groups. In: Annals of Mathematics. Serie 2, Band 177, Nummer 1, 2013, S. 241–310, Arxiv.